# Campeonato Potiguar
El Campeonato Potiguar de Fútbol es el campeonato de fútbol estatal del estado de Rio Grande do Norte en el Nordeste de Brasil, el torneo se disputa desde 1918 y es organizado por la Federação Norte-rio-grandense de Futebol.

## Equipos participantes 2025
| Club                | Ciudad       | Estadio         | Capacidad |
| ------------------- | ------------ | --------------- | --------- |
| ABC                 | Natal        | Frasqueirão     | 15.082    |
| América             | Natal        | Arena das Dunas | 32.000    |
| Baraúnas            | Mossoró      | Nogueirão       | 4.000     |
| Força e Luz         | Natal        | Arena das Dunas | 32.000    |
| Globo               | Ceará-Mirim  | Barrettão       | 10.000    |
| Laguna              | Tibau do Sul | Nazarenão       | 7.000     |
| Potiguar            | Mossoró      | Nogueirão       | 4.000     |
| Santa Cruz de Natal | Natal        | Nazarenão       | 7. 000    |

## Campeones
| Temporada | Campeón              | Subcampeón             |
| --------- | -------------------- | ---------------------- |
| 1919      | América              | Centro Natalense       |
| 1920      | América ABC          | Centro Natalense       |
| 1921      | ABC Centro Natalense | América                |
| 1922      | América              | ABC                    |
| 1923      | ABC                  | América                |
| 1924      | América Alecrim      | ----------             |
| 1925      | ABC América          | Alecrim                |
| 1926      | América ABC          | ----------             |
| 1927      | América              | ABC                    |
| 1928      | ABC                  | América                |
| 1929      | ABC                  | América                |
| 1930      | América              | ABC                    |
| 1931      | América              | ABC                    |
| 1932      | ABC                  | Sport Natal            |
| 1933      | ABC                  | América                |
| 1934      | ABC                  | América                |
| 1935      | ABC                  | América                |
| 1936      | ABC                  | Sport Natal            |
| 1937      | ABC                  | América                |
| 1938      | ABC                  | América                |
| 1939      | ABC                  | América                |
| 1940      | ABC                  | América                |
| 1941      | ABC                  | Santa Cruz de Natal    |
| 1942      | No disputado         | No disputado           |
| 1943      | Santa Cruz de Natal  | América                |
| 1944      | ABC                  | América                |
| 1945      | ABC                  | América                |
| 1946      | América              | ABC                    |
| 1947      | ABC                  | Santa Cruz de Natal    |
| 1948      | América              | ABC                    |
| 1949      | América              | ABC                    |
| 1950      | ABC                  | Santa Cruz de Natal    |
| 1951      | América              | ABC                    |
| 1952      | América              | Santa Cruz de Natal    |
| 1953      | ABC                  | América                |
| 1954      | ABC                  | América                |
| 1955      | ABC                  | América                |
| 1956      | América              | ABC                    |
| 1957      | América              | ABC                    |
| 1958      | ABC                  | América                |
| 1959      | ABC                  | América                |
| 1960      | ABC                  | Alecrim                |
| 1961      | ABC                  | Globo EC               |
| 1962      | ABC                  | Globo EC               |
| 1963      | Alecrim              | ABC                    |
| 1964      | Alecrim              | ABC                    |
| 1965      | ABC                  | Alecrim                |
| 1966      | ABC                  | Alecrim                |
| 1967      | América              | Riachuelo              |
| 1968      | Alecrim              | ABC                    |
| 1969      | América              | ABC                    |
| 1970      | ABC                  | América                |
| 1971      | ABC                  | América                |
| 1972      | ABC                  | Alecrim                |
| 1973      | ABC                  | América                |
| 1974      | América              | ABC                    |
| 1975      | América              | ABC                    |
| 1976      | ABC                  | América                |
| 1977      | América              | ABC                    |
| 1978      | ABC                  | América                |
| 1979      | América              | ABC                    |
| 1980      | América              | ABC                    |
| 1981      | América              | Baraúnas               |
| 1982      | América              | Alecrim                |
| 1983      | ABC                  | América                |
| 1984      | ABC                  | América                |
| 1985      | Alecrim              | América                |
| 1986      | Alecrim              | ABC                    |
| 1987      | América              | Baraúnas               |
| 1988      | América              | ABC                    |
| 1989      | América              | ABC                    |
| 1990      | ABC                  | América                |
| 1991      | América              | ABC                    |
| 1992      | América              | ABC                    |
| 1993      | ABC                  | América                |
| 1994      | ABC                  | América                |
| 1995      | ABC                  | Desportiva Vale do Açu |
| 1996      | América              | ABC                    |
| 1997      | ABC                  | Potiguar de Mossoró    |
| 1998      | ABC                  | América                |
| 1999      | ABC                  | América                |
| 2000      | ABC                  | São Gonçalo            |
| 2001      | Corintians de Caicó  | América                |
| 2002      | América              | Corintians de Caicó    |
| 2003      | América              | São Gonçalo            |
| 2004      | Potiguar de Mossoró  | América                |
| 2005      | ABC                  | América                |
| 2006      | Baraúnas             | Potiguar de Mossoró    |
| 2007      | ABC                  | América                |
| 2008      | ABC                  | Potiguar de Mossoró    |
| 2009      | ASSU                 | Potyguar               |
| 2010      | ABC                  | Corintians de Caicó    |
| 2011      | ABC                  | Santa Cruz             |
| 2012      | América              | ABC                    |
| 2013      | Potiguar de Mossoró  | América                |
| 2014      | América              | Globo FC               |
| 2015      | América              | ABC                    |
| 2016      | ABC                  | América                |
| 2017      | ABC                  | Globo FC               |
| 2018      | ABC                  | América                |
| 2019      | América              | ABC                    |
| 2020      | ABC                  | América                |
| 2021      | Globo FC             | ABC                    |
| 2022      | ABC                  | América                |
| 2023      | América              | ABC                    |
| 2024      | América              | Santa Cruz de Natal    |
| 2025      | América              | ABC                    |

## Títulos por club
| Club                | Ciudad                  | Campeón | Subcampeón | Años campeón |
| ------------------- | ----------------------- | ------- | ---------- | --- |
| ABC Natal           | Natal                   | 57      | 31         | 1920, 1921, 1923, 1925, 1926, 1928, 1929, 1932, 1933, 1934, 1935, 1936, 1937, 1938, 1939, 1940, 1941, 1944, 1945, 1947, 1950, 1953, 1954, 1955, 1958, 1959, 1960, 1961, 1962, 1965, 1966, 1970, 1971, 1972, 1973, 1976, 1978, 1983, 1984, 1990, 1993, 1994, 1995, 1997, 1998, 1999, 2000, 2005, 2007, 2008, 2010, 2011, 2016, 2017, 2018, 2020, 2022 |
| América             | Natal                   | 39      | 42         | 1919, 1920, 1922, 1924, 1926, 1927, 1930, 1931, 1946, 1948, 1949, 1951, 1952, 1956, 1957, 1967, 1969, 1974, 1975, 1977, 1979, 1980, 1981, 1982, 1987, 1988, 1989, 1991, 1992, 1996, 2002, 2003, 2012, 2014, 2015, 2019, 2023, 2024, 2025 |
| Alecrim             | Natal                   | 7       | 5          | 1924, 1925, 1963, 1964, 1968, 1985, 1986 |
| Potiguar de Mossoró | Mossoró                 | 2       | 3          | 2004, 2013 |
| Santa Cruz de Natal | Natal                   | 1       | 5          | 1943 |
| Globo FC            | Ceará Mirim             | 1       | 2          | 2021 |
| Baraúnas            | Mossoró                 | 1       | 2          | 2006 |
| Corintians de Caicó | Caicó                   | 1       | 2          | 2001 |
| Centro Natalense    | Natal                   | 1       | 2          | 1921 |
| ASSU                | Assu                    | 1       | -          | 2009 |
| Globo EC            | Natal                   | -       | 2          | ----- |
| São Gonçalo         | São Gonçalo do Amarante | -       | 2          | ----- |
| Sport-RN            | Natal                   | -       | 2          | ----- |
| Desportiva          | Ipanguaçu               | -       | 1          | ----- |
| Potyguar            | Currais Novos           | -       | 1          | ----- |
| Riachuelo           | Natal                   | -       | 1          | ----- |
| Santa Cruz          | Santa Cruz              | -       | 1          | ----- |

## Copa Ciudad de Natal
La Copa Ciudad de Natal es la competencia disputada en el segundo semestre de cada año, por los clubes del estado de Rio Grande do Norte, el equipo campeón obtiene un cupo para la Copa de Brasil del año siguiente y una plaza para la Copa do Nordeste.

### Campeones
| Temporada | Campeón             | Resultado       | Subcampeón |
| --------- | ------------------- | --------------- | ---------- |
| 2013      | Potiguar de Mossoró | 0 - 0, 2 - 1    | América    |
| 2014      | América             | Puntos corridos | ABC        |
| 2015      | América             | Puntos corridos | ABC        |
| 2016      | América             | 0 – 0, 0 - 0    | Globo FC   |
| 2017      | Globo FC            | 1 - 1, 2 - 0    | ABC        |
| 2018      | ABC                 | Puntos corridos | América    |
| 2019      | ABC                 | 2 - 1           | América    |
| 2020      | ABC                 | 2 - 2           | América    |
| 2021      | Globo FC            | 2 - 0           | América    |
| 2022      | ABC                 | 1 - 1           | América    |

### Títulos por club
| Club                | Títulos                    | Subtítulos                             |
| ------------------- | -------------------------- | -------------------------------------- |
| ABC                 | 4 (2018, 2019, 2020, 2022) | 3 (2014, 2015, 2017)                   |
| América-RN          | 3 (2014, 2015, 2016)       | 6 (2013, 2018, 2019, 2020, 2021, 2022) |
| Globo FC            | 2 (2017, 2021)             | 1 (2016)                               |
| Potiguar de Mossoró | 1 (2013)                   | 0                                      |